# 2010년 북인도양 사이클론
이 문서에서는 2010년에 발생한 북인도양 사이클론과 열대저기압의 활동에 대해 기록한 문서이다.
2010년 5월 17일에 사이클론 라일라가 발생한 것을 시작으로, 2010년 동안 총 4개의 사이클론이 발생하였다.

## 활동한 사이클론

### 뱅골 만 (BOB)

#### 제1호 사이클론 라일라
5월 17일에 인도 기상청은 저기압 하나를 벵골만 저기압 1호로 지정했다. 이날, 이 열대저기압은 인도 기상청 기준으로 '발달한 저기압'으로 발달하였다. 다음날 아침에는 인도 기상청 기준으로 '사이클론'이 되었고, '라일라'라는 이름이 붙여졌다. 5월 19일에는 JTWC (SSHS) 기준으로 1등급 사이클론으로 발달하였다. 그러나 서서히 약해지기 시작하였고, 5월 21일 소멸하였다. 이 사이클론으로 65명이 사망하였다.

#### 제2호 열대저기압
10월 7일, 인도 기상청에서 인도 비자카파트남의 남동쪽으로 180km 지점에 위치한 저기압이 열대저기압으로 발생하여 "BOB02"라는 번호를 붙였다. 10월 7일 밤에 이 열대저기압은 인도 파라딥에 상륙하였다. 10월 8일 약화되기 시작하였고 10월 9일에 더 큰 저기압과 합쳐졌다. 이 열대저기압으로 인해 방글라데시에서 17명이 사망하였다.

#### 제3호 열대저기압
10월 13일 인도 기상청이 비사카파남 동쪽 약 700km 해상에 있던 저기압을 'BOB03'호로 지정했다. 나중에 인도 기상청은 발전 가능성이 있다고 하였다. 10월 15일 '발달한 저기압'이 되었으나 10월 16일부터 약화되기 시작하여 그날 소멸하였다.

#### 제4호 사이클론 기리
10월 19일, 뱅골 만에서 저기압이 발생했다. 다음날 그 저기압은 인도 미얀마 250km 부근에서 인도 기상청 기준으로 '저기압'이 되었다. 10월 21일에는 '발달한 저기압'이 되었고, JTWC는 그것을 04B로 지정했다. 그날, '사이클론'으로 더 발달하여, '기리'라는 이름이 붙여졌다. 22일에는 '매우 강한 사이클론'으로 급격히 발달하였고, 4등급 사이클론이 되었다. 같은날, 미얀마 등지를 강타하고, 약해지기 시작하여, 10월 23일 소멸하였다. 이 사이클론으로 84명이 사망하였다.

#### 제5호 사이클론 잘
10월 12일 열대 파동이 남중국해에 형성됐다. 그것은 강화되어 열대저기압이 되었고 11월 2일에 인도 기상청이 약화되었다고 보고했다. 하지만 발전 가능성이 있다고 하였다. 다음날엔 미국 합동태풍경보센터(JTWC)가 사이클론 형성 경보를 발령했고, 11월 4일엔 인도 기상청은 'BOB05'호로 지정했고, 11월 5일엔 'JAL'이란 이름이 붙여졌다. 11월 6일엔 '강한 사이클론'이 되었지만 11월 7일부터 약화되기 시작해 11월 8일 소멸하였다.

#### 제6호 저기압
12월 초에 생성된 저기압을 12월 7일 인도 기상청이 'BOB06'호로 지정했으나 발달하지 못하고 12월 8일 소멸하였다.

### 아라비아 해 (ARB)

#### 아라비아해 제1호 사이클론 반두
5월 19일 JTWC는 열대폭풍이 생성됐다고 하였다. 인도 기상청은 그것이 '발달한 저기압'으로 발달했다고 하였지만, 5월 20일 그 열대저기압은 '저기압'으로 약해졌다. 그러나 재발달하여 '사이클론 반두'가 되었다. 그러나 서서히 약해졌고, 5월 23일 소멸하였다.
이 사이클론에 의해 집들이 파괴되고, 배가 침몰했다. 그리고 1명이 사망하였다.

#### 아라비아해 제2호 사이클론 펫
5월 30일, 인도 기상청과 JTWC는 인도 뭄바이 남서쪽 925km 부근에서 열대 저기압이 형성됐다고 보고했다. 다음날 이 사이클론은 '발달한 저기압'이 되었고, JTWC는 열대 폭풍이 되었다고 보도했다. 6월 1일에는 '사이클론'이 되었고, '펫'이라는 이름이 붙여졌다. 그리고 다음날에는 '강한 사이클론'으로 강해졌다. 같은날, 그 사이클론은 급격히 발달해 '매우 강한 사이클론'이 되었다. 그러나 오만 만을 통과하면서 약해졌고, 6월 7일 소멸했다. 44명이 사망하였다.

## 같이 보기
- 2010년 태풍
- 2010년 동태평양 허리케인
- 2010년 북대서양 허리케인
- 사이클론 나르기스